# 374 هـ
374 هـ هي سنة في التقويم الهجري امتدت مقابلةً في التقويم الميلادي بين سنتي 984 و985.

## مواليد
- عبد الرحمن شنجول

## وفيات
- أبو الفتح الأزدي